# Capitales historiques de la Chine
« Capitale de la Chine » redirige ici. Pour la capitale actuelle de la Chine, voir Pékin.
Les capitales historiques de la Chine désignent l'ensemble des villes qui ont été la ville capitale de la Chine historique, distinguée par différentes périodes ou dynasties.
L'expression chinoise les Quatre grandes anciennes capitales de la Chine (chinois simplifié : 中国四大古都 ; chinois traditionnel : 中國四大古都 ; pinyin : Zhōngguó Sì Dà Gǔdū) fait traditionnellement référence à Pékin (Beijing) (l'actuelle capitale de la république populaire de Chine), Nankin (Nanjing), Luoyang et Chang'an (Xi'an).
À la suite de découvertes faites dans les années 1930, d'autres capitales historiques furent incluses à la liste. Ainsi l'expression les Sept capitales historiques de la Chine inclut Kaifeng (ajoutée dans les années 1920 comme la cinquième ancienne capitale), Hangzhou (la sixième, ajoutée dans les années 1930) et Anyang (proposée par de nombreux archéologues en 1988). En 2004, la Société des capitales historiques de la Chine fit de Zhengzhou la huitième capitale antique, après des découvertes archéologiques remontant à la dynastie Shang.
L'actuelle capitale de la république de Chine (Taïwan) est de facto Taipei.

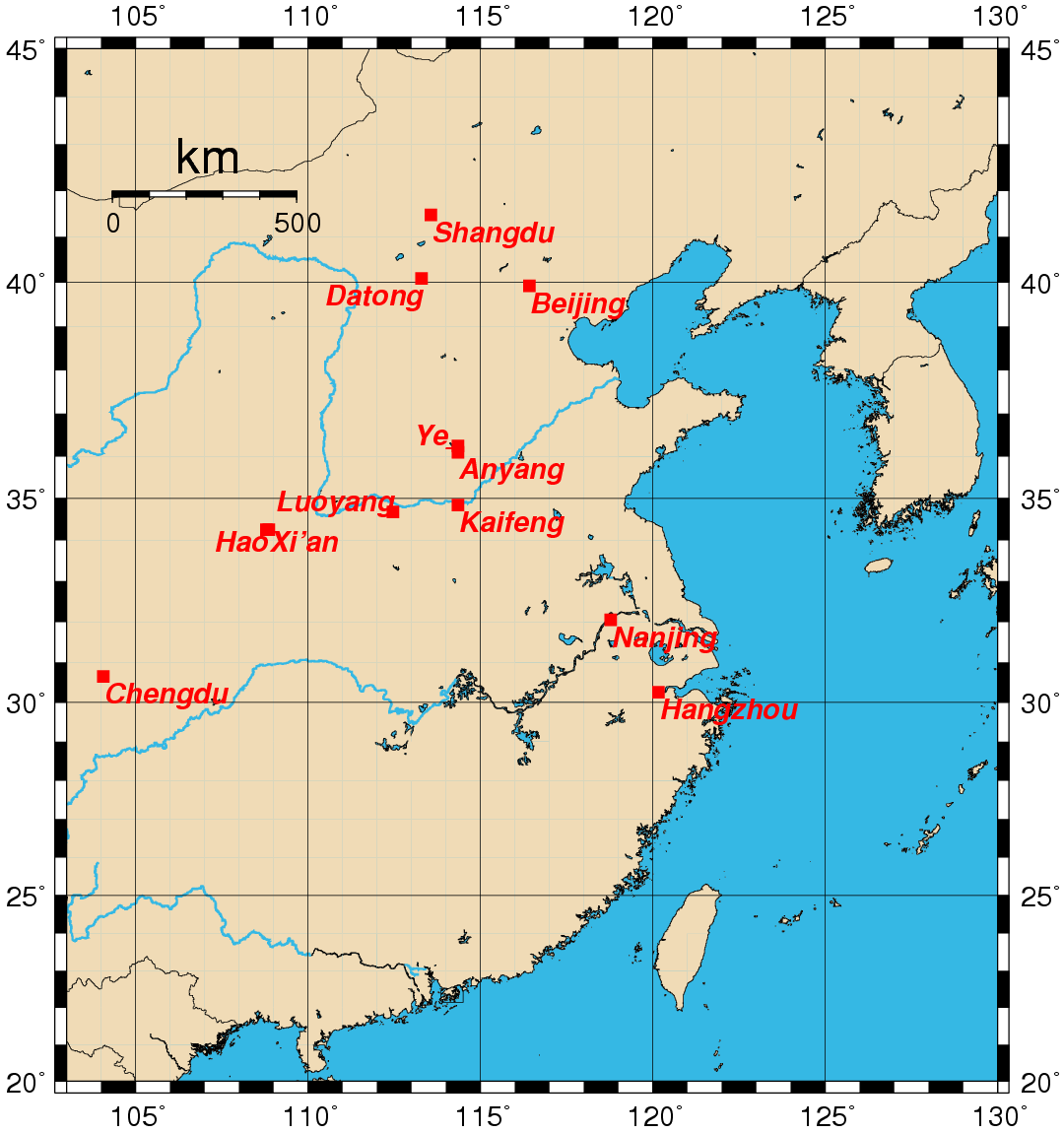
Capitales historiques de la Chine avant le XXe siècle
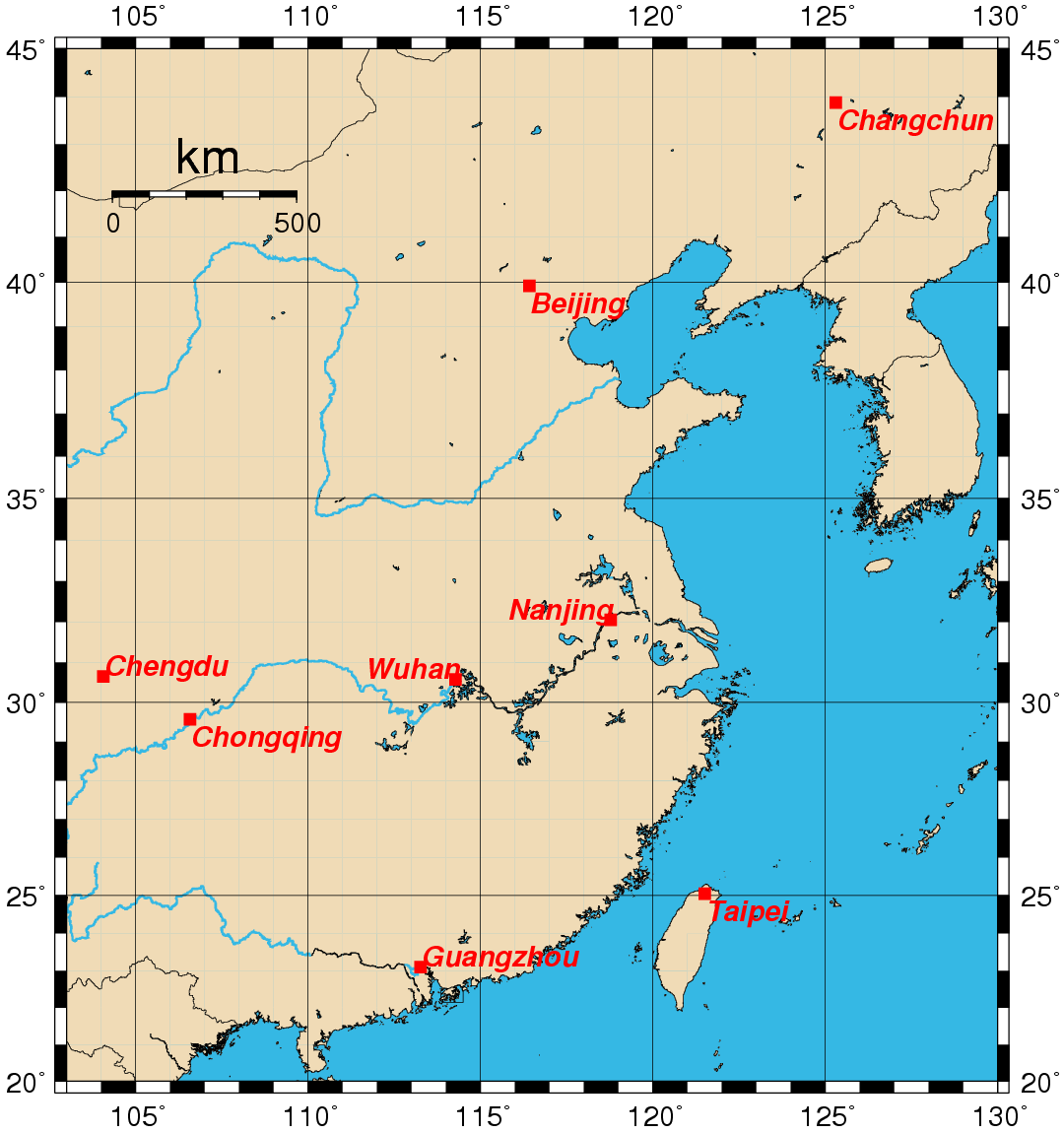
Capitales historiques de la Chine depuis le XXe siècle